# بيدرو بينهيرو
بيدرو بينهيرو (بالبرتغالية: Pedro Miguel da Câmara Pinheiro‏) هو لاعب كرة قدم برتغالي، ولد في 17 فبراير 1977 في فيلا نوا دغايا في البرتغال. لعب مع إشتوريل برايا ونادي بيلينينسش ونادي جل فيسنتي.

## وصلات خارجية
- بيدرو بينهيرو على موقع قاعدة بيانات كرة القدم.إي يو (الإنجليزية)
- بيدرو بينهيرو على موقع Soccerway.com (الإنجليزية)